# François Doublet
Pour les articles homonymes, voir Doublet.
François Doublet, né le 30 juillet 1751 à Chartres, Eure-et-Loir, et mort à Paris le 5 juin 1795 , est médecin de la faculté de médecine de Paris et membre de la Société royale de médecine.

## Biographie
Fils de François Doublet, procureur au bailliage et siège présidial de Chartres, et de Marie Anne Hottet de la Place.
En 1781, il est docteur régent de la faculté de médecine en l'Université de Paris et médecin de l'hospice de charité de la paroisse Saint-Sulpice de Paris. Il travaille auprès des médecins Jean Colombier et Michel-Augustin Thouret.
Il écrit de nombreux ouvrages, comme Remarques sur la fièvre puerpérale, publié en 1783.
Sur le même sujet, il écrit également Nouvelles recherche sur la fièvre puerpérale, publié sur ordre du roi Louis XVI en 1791, ainsi qu'un Mémoire sur les symptômes et le traitement des maladies vénériennes chez l'enfant.
Il est également l'auteur d'un rapport lu en séance de la Société royale de médecine, sur l'état des prisons ainsi que d'un Mémoire sur la nécessité d'établir des réformes dans les prisons et les moyens de l'opérer.
Il contribue aux volumes consacrés à la Médecine par l'Encyclopédie méthodique.

### Famille
En 1780, il épouse Marie Lesueur, veuve de Joseph Mongenot.
Il est l'oncle de l'avocat, historien et homme de lettres Jules Doublet de Boisthibault.